# Mayville (Nowy Jork)
Mayville – wieś w Stanach Zjednoczonych, w stanie Nowy Jork, w hrabstwie Chautauqua.